# Alto Guadiato
Alto Guadiato este o arie protejată (arie de protecție specială avifaunistică — SPA) din Spania întinsă pe o suprafață de 33.964,44 ha, integral pe uscat.

## Localizare
Centrul sitului Alto Guadiato este situat la coordonatele 38°20′33″N 5°27′02″W / 38.3426°N 5.4505°V.

## Înființare
Situl Alto Guadiato a fost declarat arie de protecție specială avifaunistică în iulie 2008 pentru a proteja 2 specii de plante și 40 de specii de animale.

## Biodiversitate
Situată în ecoregiunea mediteraneană, aria protejată conține 15 habitate naturale: Pajiști umede mediteraneene cu ierburi înalte de Molinio-Holoschoenion, Tufărișuri termo-mediteraneene și de pre-deșert, Pante stâncoase silicioase cu vegetație casmofită, Galerii și tufărișuri riverane sudice (Nerio-Tamaricetea și Securinegion tinctoriae), Cursuri de apă de la nivel de câmpie la nivel montan, cu vegetație Ranunculion fluitantis și Callitricho-Batrachion, Galerii de Salix alba și de Populus alba, Pseudostepă cu ierburi și specii anuale de Thero-Brachypodietea, Dehesas cu Quercus spp. perene, Pajiști uscate europene, Fânețe de joasă altitudine (Alopecurus pratensis, Sanguisorba officinalis), Păduri de Quercus ilex și Quercus rotundifolia, Păduri de Quercus suber, Păduri termofile cu Fraxinus angustifolia, Roci stâncoase cu vegetație pionieră de Sedo-Scleranthion sau Sedo albi-Veronicion dillenii, Iazuri temporare mediteraneene.
La baza desemnării sitului se află mai multe specii protejate:
- plante (2): Marsilea strigosa, Narcissus fernandesii
- păsări (34): pescăruș albastru (Alcedo atthis), gâscă cenușie (Anser anser), fâsă-de-câmp (Anthus campestris), acvilă de munte (Aquila chrysaetos), Aquila fasciata, buha (Bubo bubo), pasărea ogorului (Burhinus oedicnemus), ciocârlie-cu-degete-scurte (Calandrella brachydactyla), barză albă (Ciconia ciconia), barză neagră (Ciconia nigra), șerpar (Circaetus gallicus), erete de stuf (Circus aeruginosus), erete vânăt (Circus cyaneus), erete cenușiu (Circus pygargus), dumbrăveancă (Coracias garrulus), Elanus caeruleus, șoim de iarnă (Falco columbarius), Falco naumanni, Galerida theklae, cocor (Grus grus), vulturul pleșuv sur (Gyps fulvus), acvilă pitică (Hieraaetus pennatus), piciorong (Himantopus himantopus), ciocârlie de pădure (Lullula arborea), ciocârlie de bărăgan (Melanocorypha calandra), gaia neagră (Milvus migrans), pietrar sur (Oenanthe oenanthe), dropie (Otis tarda), ploier auriu (Pluvialis apricaria), Pterocles orientalis, turturică (Streptopelia turtur), silvie de tufiș (Sylvia undata), spârcaci (Tetrax tetrax), nagâț (Vanellus vanellus)
- mamifere (2): vidră de râu (Lutra lutra), liliacul mare cu potcoavă (Rhinolophus ferrumequinum)
- pești (3): Cobitis paludica, Luciobarbus comizo, Pseudochondrostoma willkommii
- reptile (1): țestoasa de baltă (Emys orbicularis)

Pe lângă speciile protejate, pe teritoriul sitului au mai fost identificate 7 specii de plante, 1 specie de păsări.